# Pleumartin
Pleumartin es una comuna francesa situada en el departamento de Vienne, en la región de Nueva Aquitania.

## Demografía
| 1348 | 1302 | 1173 | 1178 | 1154 | 1117 | 1203 |
| Para los censos de 1962 a 1999 la población legal corresponde a la población sin duplicidades (Fuente: INSEE [Consultar]) |      |      |      |      |      |      |